# Meerane
Meerane é um município da Alemanha, situado no distrito de Zwickau, no estado da Saxônia. Tem 19,77 km² de área, e sua população em 2019 foi estimada em 14.001 habitantes.